# Frankenia johnstonii
Frankenia johnstonii är en frankeniaväxtart som beskrevs av Donovan Stewart Correll. Frankenia johnstonii ingår i släktet frankenior, och familjen frankeniaväxter. Inga underarter finns listade i Catalogue of Life.